# Ганнибаловка
Ганниба́ловка — деревня в Морозовском городском поселении Всеволожского района Ленинградской области.

## История
В 1882 году в окрестностях дачи Рижская Пустошь, принадлежавшей статскому советнику, барону В. А. Ренненкампфу, начинается строительство Шлиссельбургского порохового завода.
После постройки завода, на месте будущей деревни располагаются пороховые погреба.
Согласно данным переписи населения СССР 1926 года:

ГАННИБАЛОВКА — деревня Чёрнореченского сельсовета района города Шлиссельбурга, 3 хозяйства, 18 душ.
 
Из них: русских — 1 хозяйство, 8 душ; поляков — 2 хозяйства, 10 душ; (1926 год)

По административным данным 1933 года деревня Ганнибаловка относилась к Чернореченскому сельсовету Ленинградского Пригородного района.

Деревня Ганнибаловка на карте 1939 года

Согласно топографической карте РККА 1939 года деревня насчитывала 21 двор, в деревне был организован скотоводческий совхоз. В 1940 году деревня также насчитывала 21 двор.
В годы войны в деревне располагался хирургический полевой подвижный госпиталь № 634.
По данным 1966, 1973 и 1990 годов деревня Ганнибаловка находилась в административном подчинении Морозовского поселкового совета.
В 1997 году в деревне проживали 9 человек, в 2002 году — 11 человек (русских — 82%), в 2007 году — 9.

## География
Деревня расположена в юго-восточной части района на автодороге А120 (Санкт-Петербургское северное полукольцо, бывшая 41А-189 «Магистральная» (Р21 — Васкелово — А121 — А181)), к северу от посёлка имени Морозова.
Расстояние до административного центра поселения — 3 км. К востоку и смежно с Ганнибаловкой, находится упразднённая в 2001 году деревня Мартыновка.
Деревня находится в верховьях реки Чёрной (Ганнибаловки).

## Демография
| 2007 | 2010 | 2017 |
| ---- | ---- | ---- |
| 9    | ↗16  | ↘6   |

Национальный состав
Согласно данным Всероссийской переписи населения 2021 года в деревне проживали 19 человек, все русские.